# Nantong Zhongnan International Plaza
Le Nantong Zhongnan International Plaza est un gratte-ciel de 273 mètres construit en 2011 dans la ville de Nantong en Chine. 